# 利普尼基 (若夫克瓦市鎮)
50°4′1″N 23°51′47″E / 50.06694°N 23.86306°E
利普尼基（羅馬化：Lypnyky）是烏克蘭西部的村莊，隸屬利維夫州的利維夫區。該村面積0.18平方公里，海拔高度219米，2001年人口32，人口密度每平方公里173.91人。